# Кобона (река)
Кобона (устар. Кабона) — река в России, протекает в Волховском и Кировском районах Ленинградской области. Впадает в Ладожское озеро, длина реки — 45 км, площадь водосборного бассейна — 219 км².

## География
Река начинается в болоте западнее деревни Голтово Волховского района, течёт сначала на север, пересекает автомагистраль Кола, протекает через деревню Лужа, затем поворачивает на запад. На правом берегу деревни Остров, Гулково, Гавсарь и Сандела. Далее на левом берегу село Сухое, напротив него на правом — деревня Лёмасарь.
Ниже Сухого вдоль реки идёт автодорога, сначала грунтовая, затем асфальтовая, которая несколько раз пересекает Кобону по мостам. По правому берегу расположены деревни Бор и Мостовая, по левому — посёлок Низово, ниже которого река уходит в овраг. Выйдя из оврага, Кобона пересекает Староладожский, а затем и Новоладожский канал в деревне Кобона, и впадает в Ладожское озеро.

## Данные водного реестра
По данным государственного водного реестра России относится к Балтийскому бассейновому округу, водохозяйственный участок реки — водные объекты бассейна Ладожского озера без рек Волхов, Свирь и Сясь, речной подбассейн реки — Нева и реки бассейна Ладожского озера (без подбассейна Свирь и Волхов, российская часть бассейнов). Относится к речному бассейну реки Нева (включая бассейны рек Онежского и Ладожского озера).
Код объекта в государственном водном реестре — 01040300212102000025195.